# Centaurea johnseniana
Centaurea johnseniana — вид квіткових рослин айстрових (Asteraceae). Ендемік пн. Греції.

## Морфологічна характеристика
Квіточки червонувато-пурпурові.